# Jianlong Steel
Jianlong Steel est une entreprise sidérurgique chinoise basée à Tangshan.